# La Rue, Ohio
La Rue là một làng thuộc quận Marion, tiểu bang Ohio, Hoa Kỳ. Năm 2010, dân số của làng này là 747 người.

## Dân số
- Dân số năm 2000: 775 người.
- Dân số năm 2010: 747 người.